# Independência (Ceará)
Independência é um município brasileiro do estado do Ceará. Localiza-se a uma latitude 05º23'47" sul e a uma longitude 40º18'31" oeste, estando a uma altitude de 343 metros. Possui uma área de 3.218,6 km², sendo atualmente o 4º maior município em área territorial do estado do Ceará, mas em população cai para a marca de 73º dentre os 184 municípios cearenses. Sua população atual estimada pelo IBGE 2019 é de 26.178 habitantes.

## Toponímia
Ao longo dos anos a origem do nome Independência esteve sob duas vagas especulações. A primeira dizia respeito a um suposto Riacho ou Rio que cortaria a cidade, mas nunca se soube ao certo se esse rio “Independência” realmente existiu. A segunda referia-se às consecutivas perdas do status de município, que por muitas vezes aconteceu, e, consequentemente, o município conquistava sua "Independência" ao recuperar, mesmo que temporariamente, sua autonomia administrativa. No entanto, em pesquisa bibliográfica e de campo feita em 2020 pelo jornalista e escritor Flávio Paiva, nascido em Independência, publicada no livro Toque de Avançar. Destino: Independência (Armazém da Cultura, 2020) , a origem do nome desse município está associada à história da Independência do Brasil, em fatos protagonizados por nativos, negros e caboclos cearenses, piauienses e maranhenses, que, unidos por aspirações de liberdade, lutaram na Batalha do Jenipapo (PI) e nos Cerco a Caxias (MA), ambos em 1823, quando forçaram a rendição do exército de D. João VI em suas últimas tentativas para assegurar a região Norte do Brasil ao domínio de Portugal. 
Foram mais de três décadas (de 1823 a 1857) para que os guerreiros sobreviventes das lutas contra o exército colonial português conseguissem que o povoado de Pelo Sinal recebesse o nome de Independência. Por perseguição política, o município perdeu várias vezes a sua autonomia administrativa, estabilizando-se como cidade emancipada somente a partir de 4 de dezembro de 1933. Em sua obra, Flávio Paiva atribui essa dificuldade ao conceito de liberdade existente na palavra independência, haja vista que o antigo povoado de Pelo Sinal estava localizado entre dois outros que, após a ascensão de D. Pedro I ao trono, passaram a ser chamados de Príncipe Imperial (hoje Crateús) e São João do Príncipe (hoje Tauá) em deferência ao novo monarca.

## Resumo histórico
Em 1853 Independência já figurava como distrito de Crateús na Província do Piauí. Em 1857 foi elevada à categoria de vila, desmembrada de Crateús. Em 1880 é transferida da Província do Piauí para a do Ceará, como resultado da solução encontrada para o litígio territorial entre esses dois estados. Em 1892 é extinta a vila de Independência, e em 1896 é recriada. Em 1902, Independência tem seu criado seu primeiro distrito: Novo Oriente, mas, 10 anos antes Independência havia engolido a extinta vila de Vertentes, transformando-a em mero distrito. Em 1931, há muito como município, Independência foi rebaixada a distrito de Crateús. Em 1933, volta a se emancipar, e leva Santa Quitéria como seu distrito (além de Novo Oriente e Vertentes). Em 1937 Bom Princípio se torna mais um distrito de Independência, e um ano depois Santa Quitéria muda o nome para Coutinho. Em 1943, o distrito Bom Princípio muda o nome para Ematuba, e o distrito de Vertentes muda o nome para Iapi. Em 1957, Novo Oriente se desmembra de Independência, sendo elevado à categoria de município, e no mesmo ano são criados mais dois distritos: São Francisco e Algodões. Em 1963, O extenso município de Independência emancipa 4 municípios distintos: Coutinho (O distrito de Algodões se transfere para o novo município de Coutinho), São Francisco, Ematuba e Iapi são elevados à categoria de município, sendo que Iapi mudou o nome para Vertentes do Ceará. O município de Independência ficou constituído apenas de distrito-sede. Em 1964, a localidade de Jandrangoeira, se torna distrito. Em 1965, Independência adquire os extintos municípios de Coutinho, Ematuba, São Francisco, e Vertentes do Ceará (que novamente mudou o nome para Iapi). Todos foram rebaixados à categoria de distrito. Em 1988, o distrito de Coutinho muda o nome para Quiterianópolis, e se emancipa, levando para seu território os distritos de Algodões e São Francisco. Em 1992, são criados mais dois distritos em Independência: Tranqueiras e Monte Sinai.
Atualmente Independência possui 6 distritos:
1. Ematuba
2. Iapi
3. Independência (distrito-sede)
4. Jandrangoeira
5. Monte Sinai
6. Tranqueiras

## História
Independência faz parte do Vale de Crateús, comprado em 1721, por D. Ávila Pereira Passos, pelo preço de quatro mil cruzados. A posse dessas terras lhe foi dada na Fazenda Lagoa das Almas, 18 quilômetros ao sudoeste da Vila Príncipe Imperial, hoje cidade de Crateús, na margem esquerda do Riacho do Gado, que deságua no Rio Poty.
Nos últimos anos do século XVIII, o missionário Frei Vidal da Penha, de crônica famosa, andava pelos sertões mais afastados. Seu verdadeiro nome era Vitale da Frascarolo, um frade capuchinho, que também é citado como Frei Vidal de Fraccardo. O nome Penha é em alusão ao convento de Nossa Senhora da Penha, localizado em Recife no estado de Pernambuco, onde o mesmo vivia antes das suas missões. Italiano que peregrinava pelos sertões de Pernambuco e Ceará, tinha como marca registrada a catequese dos habitantes e índios da região. Era seu costume mandar construir, por onde passava, igrejas e cruzeiros, muitos deles foram marcos para o começo de formações de povoados e futuras cidades, como exemplo a cidade de Itapajé e Bela Cruz no Ceará. Há registro de sua passagem por várias regiões do Ceará. Também ficou famoso por suas profecias catastróficas de fim do mundo, que por muitos anos permaneceram no imaginário da população local, que acreditava em suas palavras, e propagavam seus relatos. Um fato peculiar de suas profecias lendárias é que ele sempre mencionava "o rabo baleia" ou "a baleia adormecida", animal que segundo ele, vivia adormecido sob as cidades da região. Segundo ele, ao se acordar e se mover nas entranhas da terra, a "baleia" provocaria grande devastação. Outra lenda, que ele teria contado foi na cidade de Santana do Acaraú, afirmou que a mesma e outras cidades vizinhas seriam inundadas por arrombamento de um açude pelo movimento do lendário mamífero adormecido nas entranhas da terra, previa ainda que esse açude seria construído no Rio Acaraú, afirmando ainda que o açude teria nome de um pássaro. Lenda ou não o açude realmente fora construído, o Açude Araras, e nos últimos anos diversas cidades da Região Norte do Ceará, próximas a Sobral sofreram abalos sísmicos. 

Por onde passava, a multidão ouvia-o enternecida à sua palavra de ouro e fé. Ao longo do vale de Crateús, certo dia, manhã clara de sol intenso, Frei Vidal da Penha bate a porta da casa grande do fazendão do Coronel José Ferreira de Mello, onde foi recebido alegremente. Era uma honra hospedar a figura singular e marcante do notável missionário. Anunciada a prédica, juntou-se uma multidão de gente, vinda de toda parte. Foi nesta oportunidade que Frei Vidal da Penha, fez veemente um apelo ao rico fazendeiro, no sentido de que mandasse construir uma capela. Homens daqueles tempos idos e vividos, não faltavam com a palavra, promessa feita, promessa cumprida.
O sertanejo acedeu, dando início às obras, que foram concluídas em 1810. Dia vai e dia vem, foi-se chegando gente e principiou um modesto arruado, em forma de quatro, ao redor da capela de Nossa Senhora Santana. A florescente povoação elevou-se a distrito de Paz com o nome de Pelo Sinal, por resolução n.º 56 de 6 de setembro de 1836.
A criação da freguesia foi em 15 de setembro de 1853 (Decreto Providencial nº 356), sendo seu primeiro vigário o Padre Antônio Ricardo Cavalcante de Albuquerque, natural de Pernambuco, cuja frente se manteve vinte anos. Pertencia a freguesia de Senhora Santana de Independência, ao bispado do Maranhão, do qual fazia parte do território da Província do Piauí.
Em princípios de 1857, os habitantes da povoação Pelo Sinal reclamavam da situação inferior de dependentes da Vila Príncipe Imperial (Crateús), que muito obstava o desenvolvimento, exigindo a urgente criação do município. Suas súplicas mereceram acolhidas e, em Oeiras, capital da Província do Piauí, a 24 de julho do mesmo ano, foi expedido o Decreto nº 436, criando (pela 1ª vez) o município, com sede no antigo povoado de Pelo Sinal, elevado a categoria de Vila com território desmembrado do município de Príncipe Imperial (Crateús) e a denominação de Independência, sendo instalada a 1 de março de 1858.
Por Lei Geral n.º 3.012, data de 22 de outubro de 1880, foi desanexado do Piauí e incorporado à Província do Ceará.
A Lei Estadual n.º 107, de 20 de setembro de 1893, suprimiu o município que foi restaurado pela Lei n.º 294, de 7 de agosto de 1896, cuja reinstalação ocorreu somente em 16 de novembro do mesmo ano.
O Decreto Estadual n.º 193, de 20 de maio de 1931, extingue vários municípios do Ceará, dentre eles Independência, que pela segunda vez perdia sua autonomia, reconquistando-a somente a 4 de dezembro de 1933 (data da última emancipação política que perdura até os dias de hoje), pelo Decreto n.º 1.156, do Interventor Roberto Carneiro de Mendonça, o município figurando na divisão administrativa daquele ano, apresentava-se com os distritos de Independência, Novo Oriente, Santa Quitéria (atual município de Quiterianópolis) e Vertentes. Com uma área de 5.908 km² (dados da época) Independência torna-se o maior município em área territorial do estado do Ceará.
No anexo ao Decreto-Lei estadual nº 169, de 31 de março de 1938, que alterou a divisão territorial de 1936-1937, é criado o distrito de Bom Princípio, em Independência.
O Decreto-Lei nº 448, de 20 de dezembro de 1938, que dispôs sobre a divisão territorial a vigorar no quinquênio 1939-1948, alterou a denominação do distrito de Santa Quitéria, que passou a denominar-se Coutinho (atual município de Quiterianópolis). Também o Decreto-Lei estadual n.º 1.114, de 30 de dezembro de 1943, que fixou a divisão territorial para o período de 1944-1948, altera outras denominações, figurando o município nesse quinquênio com os distritos de Independência, Coutinho, Ematuba (ex – Bom Princípio), Iapi (ex – Vertentes) e Novo Oriente, mantidos pela Lei nº 1.153, de 22 de novembro de 1951.
Em 10 de outubro de 1957 é criado o Município de Novo Oriente, desmembrando-se do Município de Independência, que perde assim parte de seu território. Suas origens, tidas como recentes, fundamenta-se no pioneirismo do Capitão Rodrigo Alves da Silva, edificador de sua própria casa de fazenda, situando-se esta nas proximidades da Lagoa do Tigre. Dessa fazenda e de posteriores agregamentos, gerou-se o arraial cuja denominação se manteve como Lagoa do Tigre. A elevação do povoado à categoria de Vila provém de Ato Governamental datado de 3 de março de 1902, e a de Município conforme Lei n.º 3.855, de 10 de outubro de 1957, tendo sido instalado a 15 de dezembro do mesmo ano. A capela e respectiva Freguesia, sobre as quais faltam registros, têm como padroeiro São Francisco de Assis, com vinculação subordinativa ao Bispado de Crateús.
Em 4 de junho de 1987, publicou-se no Diário Oficial do Estado do Ceará, nº 14.587 Parte I, o ato de criação do Município de Quiterianópolis que é sancionado pelo então Governador do Ceará Tasso Ribeiro Jereissati.
Segue-se abaixo trecho do Documento (Diário Oficial) que instala o município:
Art. 1º - É criado o Município de Quiterianópolis, com sede na Vila de Coutinho, que passa a denominar-se Quiterianópolis, ficando elevado a categoria de cidade. Art. 2º - O Município de Quiterianópolis constitui-se do Distrito de Quiterianópolis (ex – Coutinho), Distrito de Algodões, Distrito de São Francisco e parte do Distrito de Iapi, todos desmembrados do Município de Independência, tendo os seguintes limites territoriais: Ao Norte, com o município de Novo Oriente; A Leste, o Município de Independência; Ainda a Leste, com o Município de Tauá; A Sul, com o Município de Parambu; A Oeste, com o estado do Piauí.
Dados obtidos de documentos existentes na Biblioteca Pública de Independência-CE.

## Geografia

### Localização
Independência é um município brasileiro do estado do Ceará. Localiza-se a uma latitude 05º23'47" sul e a uma longitude 40º18'31" oeste, estando a uma altitude de 343 metros. Possui uma área de 3.218,6 km², sendo atualmente o 4º maior município em área territorial do estado do Ceará, mas em população cai para a marca de 74º dentre os 184 municípios cearenses.
O município de Independência cidade de porte pequeno, mas razoavelmente bem estruturada, ruas largas e está situada numa região de planície. E poucos sabem, mas vista do alto lembra as estrutura do plano piloto da cidade de Brasília, num formato de avião.
Apesar de mais de 150 anos de história, ao logo dela, não conseguiu se destacar no parâmetro Estadual, sendo subordinada por sua “mãe” e cidade vizinha de Crateús. Problemas climáticos e falta de políticas públicas mais atuantes desfavoreceram o município ao longo da história. O município se enquadra no polígono das secas e por muitas vezes sofreu por esse motivo, segundos pesquisa científicas é um dos municípios mais áridos e com maior índice de desertificação do Estado. A falta de água sempre foi um problema para a mesma, que sempre em períodos de longa estiagem o reservatório de abastecimento da cidade secava totalmente, e sua população inteira ficava a mercê dos famosos “carros-pipas”, hoje em dia o problema, pelo menos na sede do município encontra-se solucionado pela instalação, em 1999, de um reservatório de grande porte, o Açude Barra Velha, que abastece a cidade atualmente e que resolveu o problema. Ao longo dos últimos anos não se sofreu com esse problema, pelo menos na sede do município. Cacheira do fogo é uma vila de Independência há 20 km da sede. Com mais 1500 de habitantes

### Hidrografia e Recursos Hídricos
Açude Jaburu II; Açude Barra Velha; Açude Cupim
O município encontra-se dentro da Bacia do Rio Parnaíba, a única bacia hidrográfica do estado que não deságua no próprio estado. Devido a esse fator, as microbacias do município são relativamente pequenas e curtas, pois seus rios e riachos nascem no próprio município, limitando seu aporte e volume de água. Todos os rios dos municípios são intermitentes, secam na estação seca.
Os principais açudes são: Barra Velha, Cupim e Jaburu II. Todos são monitorados pelas COGERH (Companhia de Gestão e Recursos Hídricos do Estado do Ceará).
Açude Barra Velha
Com conclusão no ano de 1999, o açude tem capacidade máxima de acumulação de água de 99,5 milhões de m³, o principal riacho barrado é o Santa Cruz e sua bacia tem área total de 856,070 km². É o atual e único açude de abastecimento da sede do município. A construção desse reservatório foi fundamental para minimizar os problemas com falta de água que eram frequentes no município.
Açude Cupim

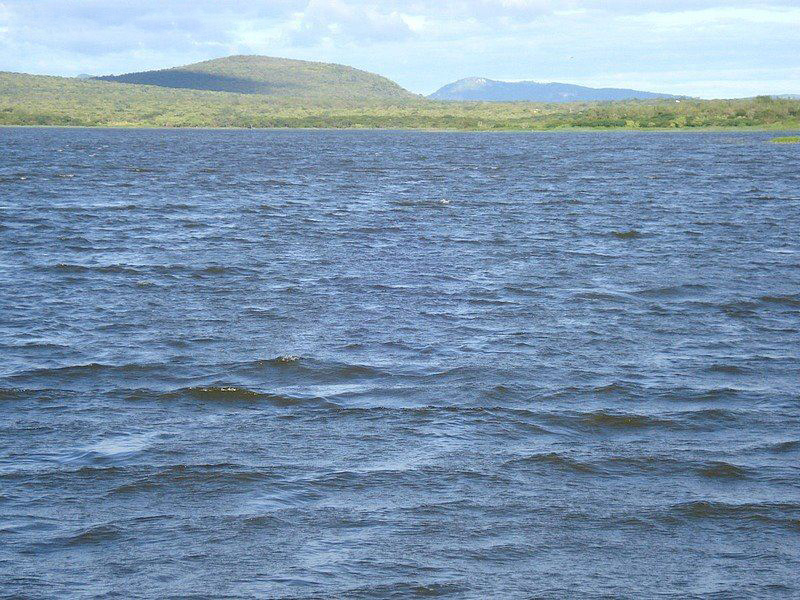
Barragem do Rio Cupim

Com conclusão de construção no ano de 1970, o açude tem capacidade máxima de acumulação de água de 4,55 milhões de m³, o rio barrado é o Rio Cupim e sua bacia hidrográfica tem área total de 231,450 km². Por muitos anos esse açude foi a única fonte de abastecimento de água do município, que devido ao seu baixo volume de acumulação e a crescente demanda, sempre havia esgotamento do reservatório. Antes de sua construção, no mesmo local havia outro açude que teve rompimento seu barramento, devido a fortes chuvas, o que causou temor e inúmeros transtornos a população daquela época. Esse fato é relatado por moradores mais antigos do município, sem registro de dados e/ou fotos.
Açude Jaburu II
O nome Jaburu II se dá pelo fato de que no município de Ubajara no Ceará, haver outro açude com o mesmo nome. O açude Jaburu II teve sua conclusão de construção no ano de 1984, com capacidade de acumulação de 116 milhões de m³, o principal rio barrado é o Jaburu, mas possui outros riachos e rios que deságuam no mesmo como o Riacho Soares e Jucás, e sua área de bacia é de 908,040 km². Devido a sua maior região de bacia o açude quase sempre se manteve com boa acumulação de água, mas devido a sua distância da sede da cidade e nenhuma ligação através de adutora, não há abastecimento na cidade por esse açude. O mesmo serve apenas para abastecimento de pequenas comunidades no seu entorno e também como forma de perenização do Rio Poty. Atualmente é o maior açude do município. já no ano de 2016 foi inaugurada uma adutora, agora o açude de Jaburu II possui uma adutora que liga a cidade sede (Independência).

## Demografia
Sua população recente publicada pelo IBGE no Censo Demográfico de 2010 é de 25.573 habitantes. Devido a sua vasta extensão territorial a maior parte dessa população é residente na Zona Rural do município. Por possuir pouco desenvolvimento econômico a sua população (na maioria jovens) quase sempre migra para grandes cidades em busca de melhores condições de vida, isso é um dos motivos que leva o município a manter o número de habitantes praticamente estagnado na casa dos 25.000 habitantes.

## Economia
O comércio é atividade que maior se destaca no parâmetro municipal. O maior ponto dessa atividade é a famosa Praça do Mercado Público que tem ao centro um mercado em forma de quadrado com instalações bem tradicionais. É um dos pontos turísticos e históricos do município, pois sua estrutura física e de localização é pouco vista em outras cidades.
O seu grande forte são as tradicionais festas de julho, com sua Padroeira Senhora Santana, que acontecem anualmente de 16 a 26 de Julho. Bastante conhecida pela força da tradição e pela tranquilidade, esses festejos são uns dos maiores do estado. Nesse período ocorre o famoso novenário que culmina com a última novena do dia 25, à noite após a novena todos se encontram na Praça da Igreja, seja para encontrar os amigos ou para curtir todas as noites animadas serestas em frente ao Salão Paroquial. A igreja católica, nesse período tem uma vasta programação: missas, casamentos, batizados, confissões, novenas, o famoso bingão, etc. Uma boa pedida também são as festas dançantes nos tradicionais clubes da cidade (REC-Rutilo Esporte Clube e Palácio do Forró), os mesmo promovem festas com as melhores e maiores bandas do Brasil, e o ponto forte é o Forró. A cidade se transforma nesses 10 dias e recebe pessoas do mundo inteiro, que buscam diversão ou religiosidade. A força da religiosidade atrai romeiros de todos os lugares em devoção a Santana, se enquadrando entre as maiores do Mundo em devoção a Santa.